# Периньяк (Приморская Шаранта)
Перинья́к (фр. Pérignac) — коммуна во Франции, находится в регионе Пуату — Шаранта. Департамент коммуны — Приморская Шаранта. Входит в состав кантона Пон. Округ коммуны — Сент.
Код INSEE коммуны — 17273.

## Население
Население коммуны на 2010 год составляло 976 человек.
| 1962 | 1968 | 1975 | 1982 | 1990 | 1999 | 2010 |
| ---- | ---- | ---- | ---- | ---- | ---- | ---- |
| 1002 | 907  | 878  | 867  | 964  | 967  | 976  |